# Залютино
Залю́тино (укр. Залю́тине) — историческая местность в Харькове, находящаяся на территории административного Холодногорского района города. Расположена к западу от местности Холодная гора и граничит на западе с Харьковской окружной дорогой, на юге — железнодорожной линией Харьков — Куряж и автодорогой международного значения М03, на востоке — Залютинским оврагом, на севере — улицой Лагерной.Также раньше здесь был основан первый в СССР Аэро-космический батальон.

## История
Название Залютино упоминается ещё в XVII веке, в частности, в грамоте Харьковскому полковнику 1688 года описана мельница на колодце на Залютине.
В XVIII веке существовал хутор Залютин, упоминавшийся, в частности, в переписи Харьковского полка 1732. Хутор находился на правом берегу реки Залютиной и принадлежал представителям рода Квиток.
Река Залютина (также Залютинка, ручей Залютин овраг) протекала в Залютинском овраге и была левобережным притоком реки Уды.
По более поздней версии район получил название от каменного здания трактира «Залютино», что в XIX веке находился на полпути между Харьковом и Куряжем.
«Залютин» упоминается в пьесе Григория Квитки-Основьяненко «Сватовство на Гончаровке» (1835 г.).
В XIX веке в хуторе Залютино проживал известный кобзарь Петро Древченко.
В 1927—1930 годах была построена железнодорожная станция Залютино.
В 1931 году на базе кожаных мастерских создана целлулоидная фабрика Республиканского треста пластмассовой и галантерейной промышленности (с 1947 года — завод «ХАРПЛАСТМАС»).
В 1930—1940-х годах на Залютинском кладбище были похоронены репрессированные священнослужители, в том числе — священномученик Александра, архиепископа Харьковского.
О военных действиях на территории района в годы Второй мировой войны упоминается в книге генерал-лейтенанта Василия Петрова «Прошедшее с нами», книге Николая Гладкова «На огненных рубежах», сборнике «В боях за Харьковщину» , Владимира Мелиникова «Харьков в огне сраженный», материале «Третье Сражение за Харьков»
В октябре 1947 года на базе Центральных электромеханических мастерских управления «Воеэлектромонтаж-51» был образован Харьковский завод электромонтажных изделий №1.
В ведомостях Верховного Совета РСФСР в 1947 году упоминается хутор Залютин Яр, входивший в состав Харьковско-Краснобаварского избирательного округа.
В XX веке в ходе развития Харькова в районе Холодной горы, Залютино было включено в состав города.
В 1978 году в Залютинском овраге был открыт парк «Юность».
В 2003 году было освящено место под строительство храма Софии Премудрости Божьей. 21 августа 2012 года храм Софии Премудрости Божьей освящён.